# Diocèse de Padoue
Le diocèse de Padoue (en latin : Dioecesis Patavina ; en italien : Diocesi di Padova) est un diocèse de l'Église catholique en Italie, suffragant du patriarcat de Venise et appartenant à la région ecclésiastique du Triveneto.

Le diocèse de Padoue en Italie.

## Territoire
Il est situé dans 5 provinces différentes. La plus grande partie est dans la province de Padoue, le reste de cette province étant dans les diocèses de Trévise et Vicence. Il possède une partie de la province de Vicence dont le reste est dans le diocèse de Vicence. Une autre partie est dans la ville métropolitaine de Venise, l'autre partie de cette ville métropolitaine est dans le diocèse de Chioggia et le patriarcat de Venise. Il gère une partie de la province de Belluno avec le reste de cette province dans le diocèse de Belluno-Feltre. Il a enfin sous sa juridiction une partie de la province de Trévise dont l'autre partie est dans les diocèses de Trévise et Vittorio Veneto.
Le diocèse possède une superficie de 3 297 km2 couvrant 459 paroisses regroupées en 32 archidiaconés. L'évêché est à Padoue avec la cathédrale de l'Assomption. Dans la même ville, on peut visiter la basilique Sainte-Justine de Padoue où l'on admire des œuvres de Véronèse, Ricci ou Giordano.
Toujours à Padoue, l'église de la Transfiguration garde la châsse de saint Léopold Mandic ; celle de l'Immaculée (it) garde les reliques du bienheureux Antoine Manzoni (it) et les Sœurs de saint François de Sales ont dans leur chapelle l'urne de la bienheureuse Lidwine Meneguzzi.

## Histoire
La tradition attribue l'évangélisation de Padoue et de sa région à saint Prosdocime, envoyé par saint Pierre. Une figure importante dans l'histoire paléochrétienne de Padoue est la conversion de la jeune Justine, martyrisée lors des persécutions de Dioclétien. Des études récentes tendent à retracer la fondation d'un siège à Padoue et d'une formation ecclésiastique vers 250. Au milieu du IVe siècle, Athanase d'Alexandrie est invité à Padoue, au siège de l'évêque Crispin. Lors du concile d'Aquilée, un certain Giovino est présent, que l'on identifie parfois comme évêque de Padoue.
Entre le Ve siècle et le VIe siècle, les témoignages historiques se concentrent autour du culte de sainte Justine et de sa basilique, un centre spirituel de première importance. C'est aussi le lieu choisi pour l'inhumation des évêques, tandis que la cathédrale est victime, avec le reste de la ville, des nombreuses invasions des Wisigoths, Byzantins et Hongrois. De cette période sombre, les évêques se réfugient vers la lagune, à Malamocco, conduisant un déclin précipité de la tradition chrétienne de Padoue, à tel point que la liste des évêques, avant le IXe siècle, est imprécise en raison de la rareté des sources et la pauvreté des preuves archéologiques.
Bien que résidant à Malamocco, l'évêque ursinien signe « episcopus sanctae ecclesiae Paduanae » dans les actes du synode romain de 680. À l'époque de l'évêque Dominique, présent au concile de Mantoue de 827, le siège est certainement à Padoue, car les évêques de la lagune ne sont pas présents. Les historiens font correspondre les frontières du diocèse avec celles des municipalités romaines de Patavium et Ateste et, dans la première période de Vicentia, ce qui justifierait l'appartenance au territoire du plateau d'Asiago. Les premières données sur les frontières remontent cependant à 897, lorsque le roi d'Italie Bérenger Ier de Frioul fait don à l'évêque Pierre, son chancelier, du territoire de Sacco qui comprenait tout le sud-est de l'actuelle province de Padoue.
À l'époque carolingienne, une lente restauration des corps ecclésiastiques s'opère en harmonie entre les évêques et la maison impériale. Les dons de Bérenger Ier et la concession de pouvoir construire des châteaux pour leur propre défense et pour la population rendent les évêques responsables de l'ordre politique et territorial, ce qui en fait des seigneurs féodaux efficaces contrairement à la montée insistante des nobles puissances dans la zone rurale. Pour garantir l'indépendance absolue de l'abbaye de Sainte-Justine, mais aussi des monastères de Saint Pierre et Saint Étienne au milieu du Xe siècle, l'évêque Ildebert concède des bénéfices ecclésiastiques qui s'ajoutent à celle du chapitre de la cathédrale qui existait déjà au IXe siècle, qui regroupe les pièves dispersées sur tout le territoire diocésain. Le prestige de la chaire de Padoue s'accroît avec la figure de l'évêque Gauslin, très proche d'Otton II.
L'influence impériale culmine avec l'ascension de l'évêque Bernard qui porte le titre d'aumônier d'Henri III. À la fin du XIe siècle, les inventions des corps des saints Maxime, Julien et Félicité ont lieu auxquelles le pape Léon IX participe, en passant par Padoue, tandis qu'en 1075, on retrouve sous le sol de la basilique de Sainte-Justine, le corps de saint Daniel de Padoue. Le fort sens civique conduit à des relations difficiles entre l'église de Padoue et le pouvoir impérial. Henri IV séjourne à Padoue à plusieurs reprises entre 1090 et 1097 pour forcer le clergé réticent à accepter des nominations ne venant pas de la curie romaine. La situation ne change qu'à la suite du concordat de Worms. Pendant cette période, de nombreuses communautés cénobitiques du diocèse prospèrent dont l'abbaye de Praglia.
Le XIIIe siècle est caractérisé par les grands mouvements du clergé régulier. L'abbaye de Sainte-Justine est guidée par l'abbé  Arnaud Cataneo ; l'abbaye de Praglia fonde l'église saint Urbain entre 1185 et 1186. La présence des ordres hospitaliers favorise également l'essor de nombreux hôpitaux. Mais c'est l'épanouissement des nouveaux ordres mendiants vers le milieu du siècle avec la construction de l'église des Érémitiques de Padoue par l'ordre de Saint Augustin, l'église de Saint Augustin pour les dominicains, l'église de Santa Maria del Carmine pour les carmes, mais surtout le développement du grand complexe antonien après la canonisation de saint Antoine de Padoue en 1232, transforment la ville en l'un des centres fondamentaux du franciscanisme européen. En 1671, l'évêque Grégoire Barbarigo crée le séminaire diocésain auquel il ajoute en 1684 une typographie. En 1786, sous la pression de l'archiduc d'Autriche, Padoue cède la paroisse de Brancafora (aujourd'hui Pedemonte) au diocèse de Trente.
La géographie en deux parties résiste jusqu'à la réforme ecclésiastique des Habsbourg de 1818, qui vise à délimiter des districts diocésains territorialement compacts. Par la bulle De salute Dominici gregis du 1er mai 1818, le diocèse de Padoue cède à celui de Vicence les communes de Breganze, Friola (frazione de Pozzoleone), Marostica, Mason Vicentino, Molvena, Nove, Pianezze, Schiavon tandis que Padoue reçoit en échange Villa del Conte, Sant'Anna Morosina, Onara (frazione de Tombolo), Cittadella, Rossano Veneto, Lozzo Atestino et Selvazzano Dentro. Padoue reçoit Primolano (frazione de Valbrenta) du diocèse de Feltre, Barbona du diocèse d'Adria-Rovigo et Cinto Euganeo du diocèse de Vérone.

## Agressions sexuelles
Alors qu'Andrea Contin, né en 1968 et ordonné en 1997, est prêtre à Padoue, il est accusé par une paroissienne de violences privées et proxénétisme. Lors de la perquisition du presbytère, des jouets sexuels, des chaînes, des films pornographiques avec des orgies, dont certains filmés sur place, sont découverts. En 2017, il est renvoyé de l'état clérical par l’évêque de Padoue. Par ailleurs, il est condamné par la justice civile à une peine d’un an de prison avec sursis, l'accusation de proxénétisme ayant été abandonnée. En 2022, il publie un roman Mia madre era una ragazza (Ma mère était une fille).

## Sources
- Catholic-Hierarchy

### Articles liés
- Liste des diocèses et archidiocèses d'Italie
- Église catholique en Italie